# Попович Ганна Михайлівна
Ганна Михайлівна Попович (псевдо: «Ружа», 29 травня 1925 с. Зелена, Надвірнянський повіт, Станиславівське воєводство — 12 березня 2015 с. Залісся, Золочівський район, Львівська область) — військова Української Повстанської Армії.

## Життєпис
Народилася 29 травня 1925 в селі Зелена Надвірнянського повіту. У сім'ї Поповичів зростало п'ятеро дітей: троє хлопців і двоє дівчат. Їй часто снилися страшні сни, з часом вони стали віщими.
Брала участь у вишколах націоналістичної молоді під керівництвом Ганни Цапей, зазнала переслідування польської поліції.
Із 1943-го в лавах УПА. Улітку 1944-го заготовляє продукти для повстанців, за що її заарештували. Спочатку тримали в гарнізоні Зелени, пізніше пішки повели у Надвірну, де два тижні допитували і били. Ганна на допиті назвала не своє прізвище, і її відпустили. Через два дні її хотіли знову арештувати, та вона вже вступила в ряди куреня Луки Гринішака-«Довбуша». В УПА воювали і два її рідні брати — Михайло і Василь (Василь-«Вовк» був у курені «Довбуша», пізніше в СБ УПА, загинув восени 1948 року в селі Маркова Богородчанського району; Михайло-«Залізняк» героїчно загинув 3 січня 1946 року у бункері в урочищі «Кедринець» разом із шістьома повстанцями).
Брат Ганни Микола був інформатором в ОУН, переховував членів підпілля. У 1953-му його засудили до 25 років каторги і п'яти років позбавлення прав, загинув в радянській тюрмі в 1957 році. (Коли Україна вже стала незалежною, Ганна перепоховала брата на сільському цвинтарі).
До 1948-го була зв'язковою у курені «Довбуша». У 1947-му облавники після жорстоких катувань вбили маму Ганни. Того ж року від хвороби померла її єдина 6-місячна дитина, народжена від повстанця Дмитра Остапюка, який загинув.
У 1948 році потрапила у боївку надрайонного провідника СБ «Довбуша», де виконувала обов'язки секретаря-друкарки і господині бункера. Зиму 1949—1950 рр. перезимувала з десятьма людьми в бункері біля гори Синячка — з командиром ВО-4 «Говерла», крайовим провідником СБ Карпатського краю Миколою Твердохлібом («Громом»).
16 червня 1951 року отримала важке поранення руки, потрапила до полону, де їй ампутували ліву руку. 10 липня 1951 її визволила боївка під керівництвом Мирона Свідрука.
17 травня 1954 потрапила в полон у зв'язку із ліквідацією бункера, де вона перебувала з командиром ВО-4 «Говерла» Миколою Твердохлібом («Громом»).
Два роки Ганну допитували, а у лютому 1956-го військовий трибунал Прикарпатського військового округу в Станіславі оголосив вирок — 10 років таборів із конфіскацією майна. «Довбуша», «Деркача», «Яркого» і «Дуба» — до розстрілу. Та 15 вересня 1956-го розстріляли лише «Довбуша», який відмовився писати прохання про помилування. Іншим розстріл замінили на 25 років концтаборів.
Покарання відбувала в таборах Кемеровської й Іркутської областей, Мордовії. На волю вийшла в травні 1964 р.
Померла у селі Залісся Золочівського району Львівської області 12 березня 2015 року.

## Нагороди
Мала дві нагороди.

## Вшанування пам'яті

### У кінематографі
Про Ганну Попович знято два біографічних фільми: «Хроніка Української Повстанської Армії 1942—1954» та «Жива». В обох фільмах вона брала безпосередню участь.

### У літературі
Інтерв'ю з Ганною Попович увійшов у книгу Євгенії Сенік: "Бо болить" (Брустури : Дискурсус, 2023).